# Długie (Czarne)

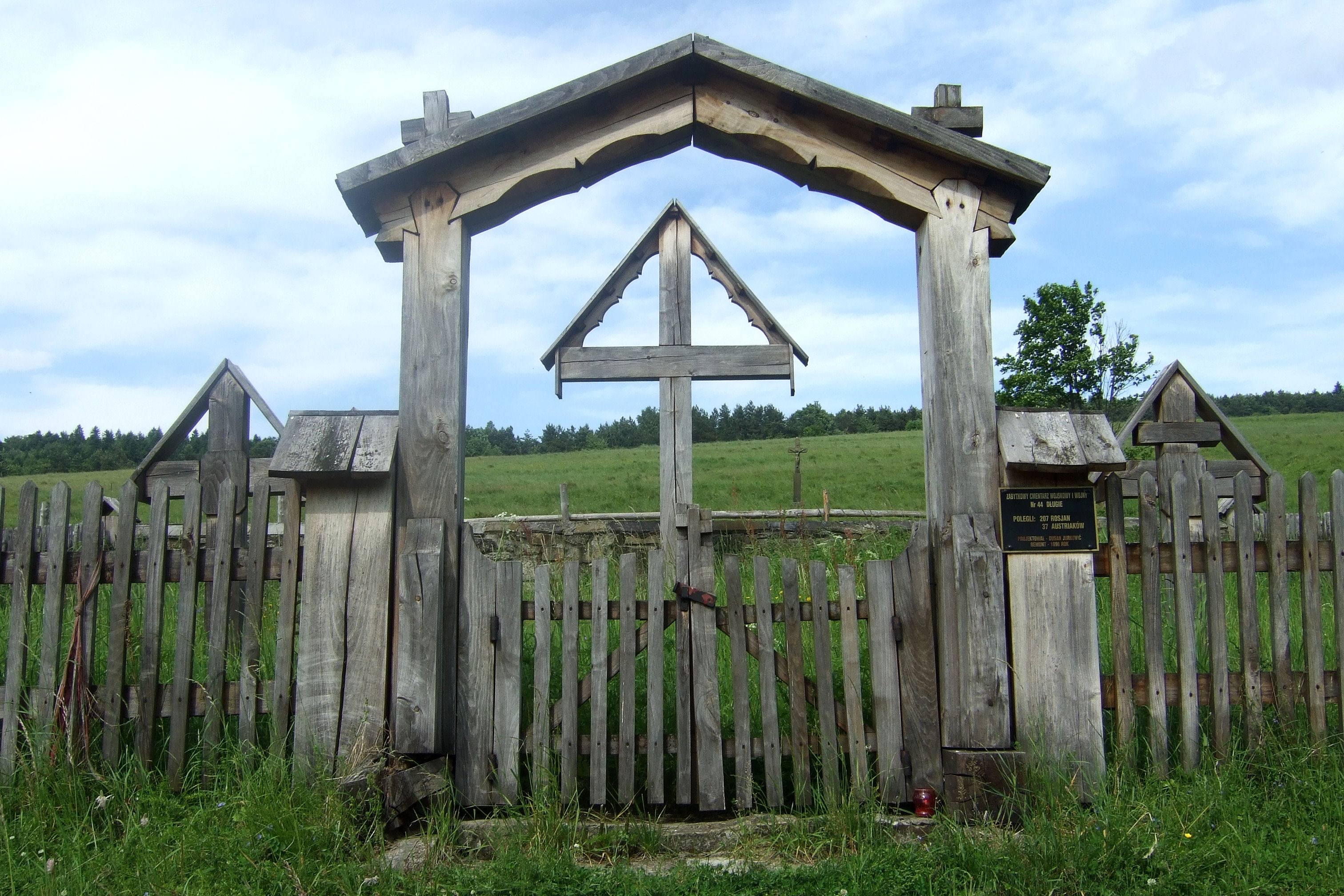
Cmentarz wojenny nr 44 z I wojny światowej

Długie (j. łemkowski Долге) – przysiółek wsi Czarne położony  w Polsce, w województwie małopolskim, w powiecie gorlickim, w gminie Sękowa
Dawna wieś łemkowska, nad prawobrzeżnym dopływem Wisłoki, wzdłuż drogi do Wyszowadki.
Długie wchodzi w skład sołectwa Krzywa.
W latach 1975–1998 przysiółek administracyjnie należał do województwa nowosądeckiego.

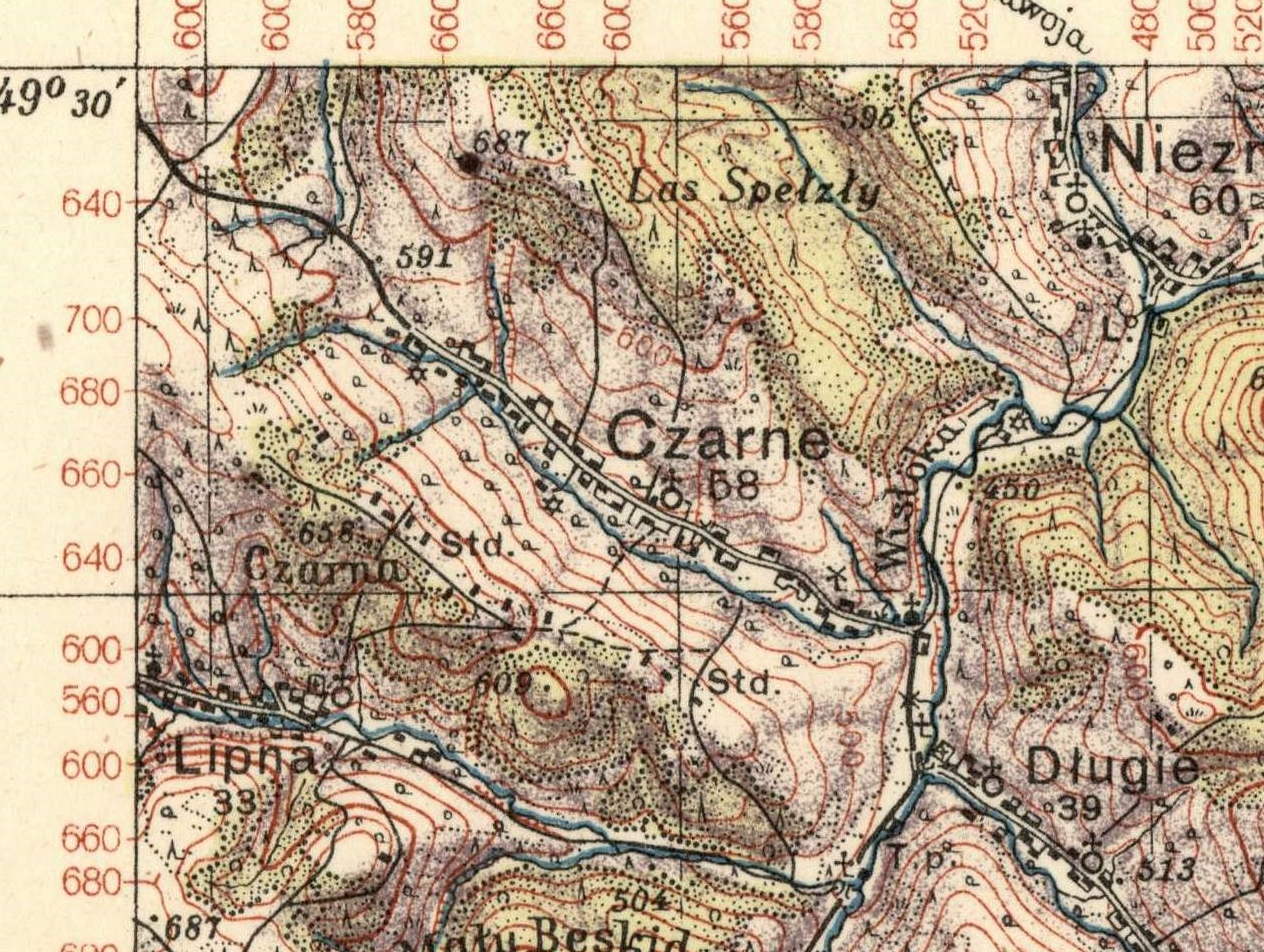
Długie na mapie z 1938

Pierwsze wzmianki o jej istnieniu pochodzą z 1541 roku, kiedy to ród Wojszyków sprzedał dobra ziemskie Stadnickim.
W 1881 roku na terenie tej wsi, rozciągającej się na długości 3 km, w 36 gospodarstwach zamieszkiwało 247 osób, a wieś należała do parafii w Grabiu. I wojna światowa w okolicy nie wyrządziła większych szkód, stoczono jedynie kilka drobnych potyczek, czego efektem jest istniejący do dziś cmentarz wojenny nr 44 projektu Dušana Jurkoviča, obecnie po kapitalnym remoncie. Remont tego cmentarza został dokonany w 1998 roku.
W 1928 roku wszyscy mieszkańcy wsi przeszli na prawosławie.
Po wojnie, w 1947 roku, wszyscy mieszkańcy wsi wyjechali (część z nich dobrowolnie, część pod naciskiem władz) na tereny sowieckiej Ukrainy pozostawiając swoje domostwa oraz dwie cerkwie; unicką i prawosławną. Cerkiew prawosławna została rozebrana w 1953 roku przez pracowników PGR-u, którzy wykorzystali uzyskany budulec do budowy stajni w Jasionce, natomiast cerkiew unicka stała jeszcze w 1955 roku.
Dzisiaj sezonowymi mieszkańcami są węglarze oraz pasterze. Zobaczyć tu można zardzewiałe retorty do wypalania węgla drzewnego.

## Ciekawe miejsca
- Cmentarz z I wojny światowej nr 44
- Cerkwisko
- Dawny cmentarz łemkowski

## Szlaki piesze
- Radocyna mostek – cmentarz z I wojny światowej nr 44 w Długiem